# Drien Bungong
Drien Bungong is een bestuurslaag in het regentschap Pidie Jaya van de provincie Atjeh, Indonesië. Drien Bungong telt 520 inwoners (volkstelling 2010).